# Discographie de Block B
La discographie du groupe masculin sud-coréen Block B se compose d'un album studio, quatre extended plays, deux singles et onze singles promotionnels.

## Albums

### Albums studio
| Titre                                                                                 | Détails sur l'album                                                                                               | Meilleure position | Meilleure position | Meilleure position | Meilleure position | Ventes                      |
| Titre                                                                                 | Détails sur l'album                                                                                               | COR                | JPN Oricon         | JPN Billboard      | US World           | Ventes                      |
| En coréen                                                                             | En coréen | En coréen          | En coréen          | En coréen          | En coréen          | En coréen                   |
| ------------------------------------------------------------------------------------- | --- | ------------------ | ------------------ | ------------------ | ------------------ | --------------------------- |
| Blockbuster                                                                           | - Date de sortie: 17 octobre 2012 - Label: Stardom Entertainment, LOEN Entertainment - Format: CD, téléchargement | 4                  | —                  | —                  | 10                 | - COR: 48,923, - JPN: 1,358 |
| En japonais                                                                           | |                    |                    |                    |                    |                             |
| My Zone                                                                               | - Date de sortie: 26 octobre 2016 - Label: Seven Seasons, King Records - Formats: CD, CD+DVD                      | —                  | 7                  | 8                  | —                  | - JPN: 17,497               |
| "—" signifie que le morceau ne s'est pas classé ou n'est pas sorti dans cette région. | |                    |                    |                    |                    |                             |

### Extended plays
| Titre                                                                                 | Détails sur l'album | Meilleure position | Meilleure position | Meilleure position | Ventes                   |
| Titre                                                                                 | Détails sur l'album | COR                | JPN                | US World           | Ventes                   |
| En coréen                                                                             | En coréen | En coréen          | En coréen          | En coréen          | En coréen                |
| ------------------------------------------------------------------------------------- | --- | ------------------ | ------------------ | ------------------ | ------------------------ |
| New Kids On The Block                                                                 | - Date de sortie: 23 juin 2011 - Label: Brand New Stardom, LOEN Entertainment - Format: CD, téléchargement                                  | 3                  | —                  | —                  | - COR: 24,598,           |
| Welcome To The Block                                                                  | - Date de sortie: 2 février 2012 - Réédition: 30 avril 2012 - Label: Stardom Entertainment, LOEN Entertainment - Format: CD, téléchargement | 3                  | —                  | —                  | - COR: 54,674,           |
| Very Good                                                                             | - Date de sortie: 2 octobre 2013 - Label: Seven Seasons, CJ E&M Music and Live - Format: CD, téléchargement                                 | 1                  | —                  | 6                  | - COR: 64,604            |
| H.E.R                                                                                 | - Date de sortie: 24 juillet 2014 - Réédition: 3 septembre 2014 - Label: Seven Seasons, CJ E&M Music and Live - Format: CD, téléchargement  | 2                  | —                  | 6                  | - COR: 86,547 ,          |
| Blooming Period                                                                       | - Date de sortie: 11 avril 2016 - Label: Seven Seasons, CJ E&M Music and Live - Format: CD, téléchargement                                  | 1                  | 52                 | 4                  | - COR: 57,463 - JPN: 944 |
| "—" signifie que le morceau ne s'est pas classé ou n'est pas sorti dans cette région. | |                    |                    |                    |                          |

### Albums single
| Titre                                                                                 | Détails sur l'album                                                                                          | Meilleure position | Meilleure position | Meilleure position | Ventes        |
| Titre                                                                                 | Détails sur l'album                                                                                          | COR                | JPN Oricon         | JPN Billboard      | Ventes        |
| En coréen                                                                             | En coréen | En coréen          | En coréen          | En coréen          | En coréen     |
| ------------------------------------------------------------------------------------- | --- | ------------------ | ------------------ | ------------------ | ------------- |
| Do You Wanna B?                                                                       | - Date de sortie: 14 avril 2011 - Label: Brand New Stardom - Format: Téléchargement                          | —                  | —                  | —                  | - COR: N/A    |
| Jackpot                                                                               | - Date de sortie: 17 avril 2014 - Label: Seven Seasons, CJ E&M Music and Live - Format: CD (édition limitée) | 1                  | —                  | —                  | - COR: 27,421 |
| En japonais                                                                           | |                    |                    |                    |               |
| Very Good                                                                             | - Date de sortie: 21 janvier 2015 - Label: Seven Seasons, King Records - Format: CD, téléchargement          | —                  | 5                  | 7                  | - JPN: 34,311 |
| H.E.R                                                                                 | - Date de sortie: 27 mai 2015 - Label: Seven Seasons, King Records - Format: CD, téléchargement              | —                  | 7                  | 10                 | - JPN: 30,722 |
| Jackpot                                                                               | - Date de sortie: 24 février 2016 - Label: Seven Seasons, King Records - Format: CD, téléchargement          | —                  | 5                  | 7                  | - JPN: 25,683 |
| Toy                                                                                   | - Date de sortie: 15 juin 2016 - Label: Seven Seasons, King Records - Format: CD, téléchargement             | —                  | 2                  | 4                  | - JPN: 47,303 |
| "—" signifie que le morceau ne s'est pas classé ou n'est pas sorti dans cette région. | |                    |                    |                    |               |

## Singles promotionnels
| Titre | Année     | Meilleure position | Meilleure position | Meilleure position | Meilleure position | Ventes                 | Album                             |
| Titre | Année     | COR ,              | KOR Billboard      | JPN Oricon         | JPN Billboard      | Ventes                 | Album                             |
| En coréen | En coréen | En coréen          | En coréen          | En coréen          | En coréen          | En coréen              | En coréen                         |
| --- | --------- | ------------------ | ------------------ | ------------------ | ------------------ | ---------------------- | --------------------------------- |
| "Freeze!" (그대로 멈춰라!) | 2011      | 70                 | —                  | NC                 | NC                 | - COR (DL): 100,043+   | Do U Wanna B?                     |
| "Wanna B" | 2011      | —                  | —                  | NC                 | NC                 |                        | Do U Wanna B?                     |
| "Tell Them" (가서 전해) | 2011      | 103                | —                  | NC                 | NC                 | - COR (DL): 118,682+   | New Kids On The Block             |
| "NalinA" (난리나) | 2012      | 11                 | 15                 | NC                 | NC                 | - COR (DL): 1,810,071+ | Welcome To The Block              |
| "I’ll Close My Eyes" (눈감아줄께) | 2012      | 10                 | 20                 | NC                 | NC                 | - COR (DL): 313,725+   | Welcome To The Block (repackaged) |
| "Nillili Mambo" (닐리리맘보) | 2012      | 10                 | 10                 | NC                 | NC                 | - COR (DL): 1,061,419+ | Blockbuster                       |
| "Be The Light" (빛이 되어줘) | 2013      | 14                 | 25                 | NC                 | NC                 | - COR (DL): 295,986+,  | Very Good                         |
| "Very Good" | 2013      | 6                  | 10                 | NC                 | NC                 | - COR (DL): 535,031+,  | Very Good                         |
| "Jackpot" | 2014      | 5                  | NC                 | NC                 | NC                 | - COR (DL): 681,537+   | H.E.R                             |
| "H.E.R" | 2014      | 2                  | NC                 | NC                 | NC                 | - COR (DL): 1,535,923  | H.E.R                             |
| "A Few Years Later" (몇 년 후에) | 2016      | 3                  | NC                 | NC                 | NC                 | - COR (DL): 529,850+   | Blooming Period                   |
| "Toy" | 2016      | 2                  | NC                 | NC                 | NC                 | - COR (DL): 842,104+   | Blooming Period                   |
| En japonais |           |                    |                    |                    |                    |                        |                                   |
| "Very Good" | 2015      | NC                 | NC                 | 5                  | 7                  |                        | Very Good                         |
| "HER" | 2015      | NC                 | NC                 | 7                  | —                  |                        | H.E.R                             |
| "Jackpot" | 2016      | NC                 | NC                 | 5                  | 7                  |                        | Jackpot                           |
| "Toy" | 2016      | NC                 | NC                 | 2                  | 4                  |                        | Toy                               |
| "My Zone" | 2016      | NC                 | NC                 | 7                  | —                  |                        | My Zone                           |
| "—" signifie que le morceau ne s'est pas classé ou n'est pas sorti dans cette région * Billboard a arrêté de mettre à jour le K-pop Hot 100 en juin 2014. |           |                    |                    |                    |                    |                        |                                   |

## Bandes-son
| Titre                                                                                 | Année | Meilleure position | Meilleure position | Album                   |
| Titre                                                                                 | Année | COR                | COR Billboard      | Album                   |
| ------------------------------------------------------------------------------------- | ----- | ------------------ | ------------------ | ----------------------- |
| "Ppappappappa" (빠빠빠빠)                                                             | 2011  | —                  | —                  | All My Love Special OST |
| "Burn Out"                                                                            | 2012  | 45                 | 88                 | Phantom OST             |
| "Your Umbrella" (너의 우산)                                                           | 2012  | 95                 | 72                 | The Thousandth Man OST  |
| "Secret Door (Org Ver.)"                                                              | 2014  | 96                 | —                  | Secret Door OST         |
| "—" signifie que le morceau ne s'est pas classé ou n'est pas sorti dans cette région. |       |                    |                    |                         |

## Autres chansons classées
| Titre | Année | Meilleure position | Meilleure position | Ventes               | Album                            |
| Titre | Année | COR                | COR Billboard      | Ventes               | Album                            |
| --- | ----- | ------------------ | ------------------ | -------------------- | -------------------------------- |
| "Synchronization 100%" | 2012  | 62                 | 32                 | - COR (DL): 57,109+  | Welcome To The Block             |
| "Did You or Did You Not" | 2012  | 80                 | 70                 | - COR (DL): 56,908+  | Welcome To The Block             |
| "Action" | 2012  | 108                | —                  |                      | Welcome To The Block             |
| "LOL" | 2012  | 113                | 98                 |                      | Welcome To The Block             |
| "ACTION (RMX)" | 2012  | 191                | —                  |                      | Welcome To The Block (Repackage) |
| "Romantically" | 2012  | 51                 | 29                 | - COR (DL): 115,481+ | Blockbuster                      |
| "Where Are You" | 2012  | 57                 | 47                 | - COR (DL): 102,255  | Blockbuster                      |
| "11:30" | 2012  | 58                 | 55                 | - COR (DL): 99,987   | Blockbuster                      |
| "Movie's Over" | 2012  | 68                 | 76                 | - COR (DL): 86,114+  | Blockbuster                      |
| "Mental Breaker" | 2012  | 69                 | 87                 | - COR (DL): 84,842+  | Blockbuster                      |
| "No Joke" | 2012  | 71                 | 97                 | - COR (DL): 82,387+  | Blockbuster                      |
| "Interlude" | 2012  | 135                | —                  |                      | Blockbuster                      |
| "Halo" | 2012  | 175                | —                  |                      | Blockbuster                      |
| "Did You or Did You Not" | 2012  | 185                | —                  |                      | Blockbuster                      |
| "When Where How" | 2013  | 20                 | 48                 | - COR (DL): 125,016+ | Very Good                        |
| "Nice Day" | 2013  | 26                 | 57                 | - COR (DL): 60,287+  | Very Good                        |
| "Very Good (Inst.)" | 2013  | 180                | —                  |                      | Very Good                        |
| "Extraordinary Woman" (보기 드문 여자) | 2014  | 16                 | -                  | COR (DL): 237,918+   | H.E.R                            |
| "Hold Me Now" (이제 날 안아요) | 2014  | 28                 | - ,                | COR (DL): 97,617+    | H.E.R                            |
| "Very Good (Rough Ver.)" | 2014  | 80                 | -                  | COR (DL): 24,758+    | H.E.R                            |
| "Walkin' In the Rain" | 2016  | 16                 | -                  | COR (DL): 257,436+   | Blooming Period                  |
| "It Was Love" (사랑이었다) | 2016  | 17                 | -                  | COR (DL): 254,153+   | Blooming Period                  |
| "Bingle Bingle" (빙글빙글) | 2016  | 52                 | -                  | COR (DL): 52,855+    | Blooming Period                  |
| "—" signifie que le morceau ne s'est pas classé ou n'est pas sorti dans cette région. * Billboard a arrêté de mettre à jour le K-pop Hot 100 en juin 2014. |       |                    |                    |                      |                                  |

## Vidéographie

### Vidéoclips
| Coréen   | Coréen                          | Coréen                           |
| Année    | Titre                           | Album                            |
| -------- | ------------------------------- | -------------------------------- |
| 2011     | "Freeze"                        | Do U Wanna B?                    |
| 2011     | "Tell Them"                     | New Kids On The Block            |
| 2012     | "NalinA"                        | Welcome To The Block             |
| 2012     | "Close My Eyes"                 | Welcome To The Block (Repackage) |
| 2012     | "Action (RMX)"                  | Welcome To The Block (Repackage) |
| 2012     | "Nillili Mambo"                 | Blockbuster                      |
| 2013     | "Very Good"                     | Very Good                        |
| 2013     | "Be The Light"                  | Very Good                        |
| 2014     | "Jackpot"                       | H.E.R                            |
| 2014     | "H.E.R"                         | H.E.R                            |
| 2016     | "A Few Years Later"             | Blooming Period                  |
| 2016     | "Toy"                           | Blooming Period                  |
| Japonais |                                 |                                  |
| Year     | Title                           | Album                            |
| 2015     | "Very Good" (Version japonaise) |                                  |
| 2015     | "H.E.R" (Version japonaise)     |                                  |
| 2016     | "Jackpot" (Version japonaise)   |                                  |
| 2016     | "Toy" (Version japonaise)       |                                  |
| 2016     | "My Zone"                       | My Zone                          |